# Anfibi in Italia
La fauna italiana comprende 47 specie di Anfibi viventi allo stato selvatico, escludendo quelle avvistate eccezionalmente oppure non ancora acclimatate. La seguente lista elenca queste specie in ordine alfabetico per nome comune ed in base alla relativa posizione all'interno della classificazione scientifica.

## Anuri
| Famiglia      | Nome comune                           | Nome scientifico           | Immagine                                |
| Ranidi        | Rana agile                            | Rana dalmatina             | rana agile                              |
| Ranidi        | Rana appenninica (endemica)           | Rana italica               | immagine mancante                       |
| Ranidi        | Rana di Lataste                       | Rana latastei              | rana di Lataste                         |
| Ranidi        | Rana temporaria                       | Rana temporaria            | rana temporaria                         |
| Ranidi        | Rana toro (invasiva)                  | Lithobates catesbeianus    | rana toro                               |
| Ranidi        | Rana verde minore o rana comune       | Pelophylax esculentus      | rana comune                             |
| Ranidi        | Rana verde italiana (endemica)        | Pelophylax hispanicus      | rana verde italiana                     |
| Ranidi        | Rana verde balcanica                  | Pelophylax kurtmuelleri    | rana verde balcanica                    |
| Ranidi        | Rana di Lessona                       | Pelophylax lessonae        | rana di Lessona                         |
| Ranidi        | Rana di Perez                         | Pelophylax perezi          | rana di Perez                           |
| Ranidi        | Rana verde maggiore                   | Pelophylax ridibundus      | rana verde maggiore (esemplare femmina) |
| Discoglossidi | Discoglosso dipinto                   | Discoglossus pictus        | discoglosso dipinto                     |
| Discoglossidi | Discoglosso sardo (endemico)          | Discoglossus sardus        | discoglosso sardo                       |
| Bombinatoridi | Ululone dal ventre giallo             | Bombina variegata          | ululone dal ventre giallo               |
| Bombinatoridi | Ululone appenninico (endemico)        | Bombina pachypus           | ululone appenninico                     |
| Ilidi         | Raganella comune                      | Hyla arborea               | raganella comune                        |
| Ilidi         | Raganella italiana                    | Hyla intermedia            |                                         |
| Ilidi         | Raganella padana                      | Hyla perrini               |                                         |
| Ilidi         | Raganella mediterranea                | Hyla meridionalis          | raganella mediterranea                  |
| Ilidi         | Raganella tirrenica (endemica)        | Hyla sarda                 | raganella tirrenica                     |
| Bufonidi      | Rospo comune                          | Bufo bufo                  | rospo comune                            |
| Bufonidi      | Rospo smeraldino settentrionale       | Bufotes viridis            | rospo smeraldino (maschio)              |
| Bufonidi      | Rospo smeraldino siciliano (endemico) | Bufotes boulengeri siculus |                                         |
| Bufonidi      | Rospo smeraldino appenninico          | Bufotes balearicus         |                                         |
| Bufonidi      | Rospo smeraldino lampedusano          | Bufotes boulengeri         |                                         |
| Pelobatidi    | Pelobate fosco                        | Pelobates fuscus           | pelobate fosco                          |
| Peloditidi    | Pelodite punteggiato                  | Pelodytes punctatus        | pelodite punteggiato                    |
| Pipidi        | Xenopo liscio (invasivo)              | Xenopus laevis             | xenopo liscio                           |

## Urodeli
| Famiglia     | Nome comune                                 | Nome scientifico           | Immagine                    |
| ------------ | ------------------------------------------- | -------------------------- | --------------------------- |
| Salamandridi | Euprotto sardo (endemico)                   | Euproctus platycephalus    | Euproctus platycephalus     |
| Salamandridi | Salamandra alpina                           | Salamandra atra            | salamandra alpina           |
| Salamandridi | Salamandra di Lanza (endemica)              | Salamandra lanzai          | salamandra di Lanza         |
| Salamandridi | Salamandra pezzata                          | Salamandra salamandra      | salamandra pezzata          |
| Salamandridi | Salamandrina dagli occhiali (endemica)      | Salamandrina terdigitata   | salamandrina dagli occhiali |
| Salamandridi | Salamandrina settentrionale (endemica)      | Salamandrina perspicillata | salamandrina settentrionale |
| Salamandridi | Tritone alpino                              | Ichthyosaura alpestris     | tritone alpino              |
| Salamandridi | Tritone crestato                            | Triturus carnifex          | tritone crestato (maschio)  |
| Salamandridi | Tritone italiano (endemico)                 | Lissotriton italicus       | tritone italiano            |
| Salamandridi | Tritone punteggiato                         | Lissotriton vulgaris       | tritone punteggiato         |
| Pletodontidi | Geotritone del Supramonte (endemico)        | Speleomantes supramontis   | immagine mancante           |
| Pletodontidi | Geotritone del sarrabus (endemico)          | Speleomantes sarrabusensis |                             |
| Pletodontidi | Geotritone di Strinati                      | Speleomantes strinatii     | immagine mancante           |
| Pletodontidi | Geotritone italiano (endemico)              | Speleomantes italicus      | geotritone italiano         |
| Pletodontidi | Geotritone occidentale (endemico)           | Speleomantes ambrosii      | immagine mancante           |
| Pletodontidi | Geotritone sardo giallo (endemico)          | Speleomantes flavus        | immagine mancante           |
| Pletodontidi | Geotritone sardo sud-occidentale (endemico) | Speleomantes genei         | immagine mancante           |
| Pletodontidi | Geotritone sardo sud-orientale (endemico)   | Speleomantes imperialis    | immagine mancante           |
| Proteidi     | Proteo                                      | Proteus anguinus           | proteo                      |